# Strigivenifera venata
Strigivenifera venata är en fjärilsart som beskrevs av Aurivillius 1895. Strigivenifera venata ingår i släktet Strigivenifera och familjen snigelspinnare. Inga underarter finns listade i Catalogue of Life.